# Rodrigo Cabrita
Rodrigo Cabrita (Oeiras, 1977) é um fotojornalista português premiado, considerado pelos seus pares com um dos melhores profissionais da sua área em Portugal.

## Biografia
Começou a sua carreira roubando uma pequena câmara fotográfica de família. Depois de alguns anos e muitas fotos desfocadas, decidiu fazer da fotografia o seu estilo de vida.
Estudou no Ar.Co e, em seguida, foi para o jornal O Jogo. Pouco tempo depois, entrou nos quadros do generalista Diário de Notícias, onde fez carreira e se manteve até 2011, altura em que ingressou no diário jornal I como sub-editor do departamento de fotografia, onde teve liberdade criativa para desenvolver matérias aprofundadas, bem como notícias diárias.
Cabrita é membro do coletivo 4SEE desde 2006, onde também publica alguns dos seus trabalhos pessoais.
Em parceria com um punhado de fotojornalistas, participou nos projetos fotográficos coletivos 12.12.12 e Troika, com o objetivo de aumentar a consciencialização sobre os efeitos da crise económica e das medidas de austeridade em Portugal.
Ao longo dos anos, as suas fotos têm merecido destaque em jornais portugueses como o Diário de Notícias, Jornal de Notícias e jornal I, bem como no estrangeiro na Associated Press, Le Monde, ABC, Les Temps, ESPN Magazine ou TIME.
Venceu o prémio Gazeta de Fotojornalismo em 2011 com a imagem do funeral do Nobel da Literatura José Saramago e o prémio máximo da edição de 2014 do Prémio Estação de Imagem com a série "Aprender a sobreviver" na categoria Quotidiano. Com o trabalho “A doença maldita” venceu o Prémio Estação Imagem 2019 Coimbra na categoria de Assuntos Contemporâneos. Recebeu ainda uma Menção Honrosa no Istanbul Photo Awards, um Award of Excellence no concurso de fotografia PoY — Pictures of the Year International, na categoria Spot News, e foi o grande vencedor do concurso de fotografia “Somos – Imagens da Lusofonia”, em ambos os casos, com a fotografia "Lágrima", uma imagem que retrata o primeiro internamento em Portugal de uma criança com Covid-19.